# 陈凤翔 (清朝)
陈凤翔（1751年—1812年），字竹香，江西崇仁人，清朝政治人物。陈一章的儿子。
陈凤翔绘画能传父艺。由监生充国史馆誊录，议叙县丞，历任官永定河道，河东河道总督，江南河道总督。嘉庆年间，上疏请急治河口及运河各工，高堰二堤，堵合御黄、钳口两坝。以堤坝溃决多次遭皇帝责斥，与两江总督百龄互劾贻误河工，嘉庆帝将他革职，遣戍乌鲁木齐，途中去世。

## 延伸阅读
[在维基数据编辑]
 《清史稿·卷360》